# Mustafa Gadalla
Mustafa Gadalla, né au Caire en Égypte en 1944, est un égyptologue égyptien, directeur de la fondation Tehuti.

## Biographie
Il est diplômé de l'université du Caire, licencié ès sciences (ingénieur civil) en 1967. Il a émigré aux États-Unis en 1971 et y a continué à travailler comme ingénieur professionnel patenté et ingénieur topographe. 
Égyptologue indépendant, il a passé beaucoup de temps à étudier un très grand nombre d'ouvrages sur l'égyptologie, la mythologie, les religions, la Bible, les langages, etc. 
Il est l'auteur de nombreux ouvrages sur l'Égypte antique et président de la Tehuti Research Foundation, une organisation internationale à but non lucratif qui a son siège aux USA, consacrée aux études sur l'Égypte ancienne.